# Jón Kalman Stefánsson
Jón Kalman Stefánsson (født 17. december 1963) er en islandsk forfatter af digte og romaner. Han debuterede i 1988 med værket Með byssuleyfi á eilífðina og har været nomineret til Nordisk Råds litteraturpris. Flere af hans værker er oversat til dansk og er alle udkommet på Batzer & Co./Roskilde Bogcafé.

## Værker oversat til dansk
- Sommerlys og så kommer natten (islandsk: Sumarljós, og svo kemur nóttin), 2009. ISBN 978-87-90524-83-8
- Himmerige og helvede (islandsk: Himnaríki og helvíti), 2010. ISBN 978-87-92439-05-5
- Englenes sorg (islandsk: Harmur englanna), 2011. (2. del af Himmerige og helvede) ISBN 978-87-92439-13-0
- Menneskets hjerte (islandsk: Hjarta mannsins), 2013. (3. del af Himmerige og helvede) ISBN 978-87-92439-50-5
- Fisk har ingen fødder. En slægtshistorie (islandsk: Fiskarnir hafa enga fætur), 2015. ISBN 978-87-93209-20-6
- Nogenlunde på størrelse med universet. En slægtshistorie (islandsk: Eitthvað á stærð við alheiminn), 2017. ISBN 978-87-93209-34-3
- Historien om Asta (islandsk: Saga Ástu), 2018. ISBN 978-87-93209-60-2
- Stjernernes knitren, 2021
- Dit fravær er mørke, 2022